# Marie-Lou Sellem
Marie-Lou Sellem (* 19. Juni 1966 in Göttingen) ist eine deutsch-französische Schauspielerin und Regisseurin.

## Leben
Als Kind lebte Marie-Lou Sellem mehrere Jahre im französischen Rennes. Da ihr Vater Franzose ist, besitzt sie die deutsche und die französische Staatsbürgerschaft. Sellem studierte Schauspiel an der Essener Folkwang Hochschule mit Abschluss 1988. Am Theater Essen bekam sie 1988 ihr erstes Engagement. Bekannt wurde sie vor allem durch ihre Rolle in Tom Tykwers Winterschläfer und an der Seite von Sonja Kirchberger in den beiden RTL-Fernsehkrimis Kill me softly und Sommernachtstod. 2002 war Marie-Lou Sellem für den Deutschen Filmpreis als Beste Nebendarstellerin für Mein Bruder der Vampir, Nichts bereuen und Hilfe, ich bin ein Junge! nominiert. 2006 überzeugte sie neben Nadja Uhl und Ulrich Tukur in dem Fernsehfilm Dornröschen erwacht.
In den vom Saarländischen Rundfunk produzierten Folgen des ARD Radio Tatorts spricht sie die Hauptkommissarin Kathrin Krämer.
2023 wurde Marie-Lou Sellem für ihre Arbeit in Knochen und Namen von Fabian Stumm mit dem Deutschen Schauspielpreis für die beste Nebenrolle ausgezeichnet. 2024 erhielt sie für ihre Rolle eine Nominierung für den Deutschen Filmpreis in der Kategorie beste weibliche Nebenrolle.
Sellem ist Mitglied der Deutschen Filmakademie.
Im Jahr 2024 legte sie ihre erste Regiearbeit Die Schule der Frauen vor, für die sie auch das Drehbuch verfasste.

## Filmografie
- 1989: 100 Jahre Adolf Hitler – Die letzte Stunde im Führerbunker
- 1995: Balko – Das Schweigen der Hämmer
- 1997: Tatort: Schlüssel zum Mord (Fernsehreihe)
- 1997: Falsche Liebe
- 1997: Nur für eine Nacht
- 1997: Winterschläfer
- 1998: Pi, die Polizistin
- 1998: Plätze in Städten
- 1998: Alarm für Cobra 11 – Die Autobahnpolizei: Der Joker
- 1998: Tatort: Ein Hauch von Hollywood
- 1998: Tatort: Todesbote
- 1999: Tatort: Restrisiko
- 1999: Ein Vater im Alleingang
- 1999: Unschuldige Biester
- 2000: Tatort: Mauer des Schweigens
- 2000: Jenny Berlin – Ende der Angst (Fernsehreihe)
- 2000: Kill me softly – Frauenmord in Frankfurt
- 2000: Bella Block: Abschied im Licht
- 2000: Stundenhotel
- 2001: Mein Bruder der Vampir
- 2001: Sophie – Sissis kleine Schwester (Zweiteiler)
- 2001: Nichts bereuen
- 2001: Wie buchstabiert man Liebe?
- 2002: Hilfe, ich bin ein Junge!
- 2003: Kommissarin Göllner: Das böse Mädchen
- 2003: Sommernachtstod
- 2003: Mr. & Mrs. Right
- 2004: Tatort: Teufelskreis
- 2004: Marseille
- 2005: Die Gerichtsmedizinerin (Fernsehserie, 4 Folgen)
- 2006: Dornröschen erwacht
- 2006: Leben mit Hannah
- 2006: Hunde haben kurze Beine
- 2006: Tatort: Revanche
- 2006: Tatort: Der Tag des Jägers
- 2007: Früher oder später
- 2007: Notruf Hafenkante (Fernsehserie, 32 Folgen)
- 2008: Der Bulle von Tölz: Das Ende aller Sitten
- 2008: Das Duo: Sterben statt erben
- 2009: Gangs
- 2009: Die Seele eines Mörders
- 2009: Die Liebe der Kinder
- 2009: Die Drachen besiegen
- 2010: Der Kriminalist – Tod gegen Leben
- 2010: Tatort: Vergissmeinnicht
- 2010: Kommissar Stolberg (Fernsehserie, Folge Bei Anruf Mord)
- 2010: Wolfsfährte
- 2011: Für immer 30
- 2012: Blutadler
- 2012: SOKO Stuttgart – Filmtod
- 2012: Der Hafenpastor
- 2012: Überleben an der Wickelfront
- 2012: Tatort: Borowski und der freie Fall
- 2012: Ein Fall für zwei – Abgezockt
- 2013: Stubbe – Von Fall zu Fall: Tödliche Bescherung
- 2013: Als meine Frau mein Chef wurde …
- 2013: Exit Marrakech
- 2013: Spuren des Bösen: Zauberberg (Fernsehreihe)
- 2013: Bis zum Ende der Welt
- 2014: Liebe am Fjord – Die Frau am Strand
- 2014: Kommissar Dupin: Bretonische Brandung
- 2014: Zeit der Zimmerbrände
- 2014: Überleben an der Scheidungsfront
- 2014: Mordkommission Istanbul – Die zweite Spur
- 2015: Der Hafenpastor und das graue Kind
- 2015: Letzte Spur Berlin – Fluchtversuch
- 2015: Brandmal
- 2015: Ihr Sohn (Kurzfilm)
- 2016: Tatort: Zorn Gottes
- 2016: Looping
- 2016: Der Hafenpastor und das Blaue vom Himmel
- 2017: Viel zu nah
- 2017: Hit Mom – Mörderische Weihnachten
- 2017: LOMO – The Language of Many Others
- 2018: Falk (Fernsehserie, 3 Folgen)
- 2018: Tatort: Der höllische Heinz
- 2019: Der Krieg und ich (Kinder- und Jugendreihe)
- 2019: Die Spur der Mörder
- 2019: 3 Engel für Charlie (Charlie’s Angels)
- 2020: Kroymann (Satiresendung, 1 Folge)
- 2020: Freud (Fernsehserie)
- 2020: Herr und Frau Bulle: Abfall (Fernsehreihe)
- 2020: Tatort: Ein paar Worte nach Mitternacht
- 2020: Kokon (Kinofilm)
- 2020: Es ist zu deinem Besten
- 2022: Muttertag – Ein Taunuskrimi (Filmreihe)
- 2023: 37 Sekunden (Fernsehserie)
- 2023: Knochen und Namen (Kinofilm)
- 2024: Verbrannte Erde (Kinofilm)
- 2024: Kafka (Fernsehserie)
- 2024: Der Fall Marianne Voss
- 2024: Tatort: Made in China
- 2024: Sad Jokes
- 2024: Blutspur Antwerpen
- 2025: Das Glück der Tüchtigen

## Regie
- 2023/2024: Die Schule der Frauen (Dokumentarfilm, auch Drehbuch)

## Hörspiele
- 2010: Judith Lorentz: Rico, Oskar und die Tieferschatten – Regie: Judith Lorentz (Kinderhörspiel – WDR)
- 2011: Olivia Rosenthal: Wir sind nicht da, um einfach wieder zu verschwinden – Regie: Daniela Kletzke (SR)
- 2013: E. M. Cioran: Vom Nachteil, geboren zu sein – Regie: Kai Grehn (SWR)
- 2023: Kai Grehn: Die Causa Jeanne d’Arc – Regie: Kai Grehn (Hörspiel – SWR / RBB)

## Auszeichnungen
- 2023: Deutscher Schauspielpreis für dramatische Nebenrolle in Knochen und Namen[7]

- 2024: Deutscher Filmpreis Nominierung für weibliche Nebenrolle in Knochen und Namen[8]